# 小行星23408
小行星23408，即北京奥运小行星（23408 Beijingaoyun），是太阳系的小行星之一。其公转轨道位于火星和木星之间。
小行星23408于1977年10月12日由南京紫金山天文台发现，于2001年4月获正式编号为（23408）。2008年8月19日，国际小行星中心（MPC）正式批准以“北京奥运”命名小行星23408，以纪念2008年8月8日至8月24日在北京举行的第29届奥林匹克运动会。

## 内部连接
- 第29届奥林匹克运动会
- 小行星列表/23001-24000